# A csábítás földjén
Riválisok (Soy tu dueña - Én vagyok az úrnőd) egy mexikói filmsorozat Lucero, Fernando Colunga, Gabriela Spanic és David Zepeda főszereplésével. A sorozatot 2010-ben forgatta a Televisa vállalat az 1995-ös La Dueña (Az Úrnő) című sorozatuk remake-jeként. Magyarországon először a Zone Romantica tűzte műsorára 2010. szeptember 13-án. 2012. szeptember 3-tól az RTL Klub Riválisok néven, felújított szinkronnal vetítette. Jelenleg az Izaura TV ismétli.

## Történet
|  | Alább a cselekmény részletei következnek! |

Valentina Villalbánál (Lucero) boldogabb nőt nem is lehetne találni Mexikóvárosban: életvidám, gyönyörű, vagyonos, intelligens, vezető pozícióban dolgozik egy könyvkiadónál, és bár kiskorában elveszítette a szüleit egy balesetben, nagynénje, Isabel (Silvia Pinal) és dadája, Benita (Ana Martín) mindig anyai szeretettel óvták a csalódásoktól. Ráadásul úgy tűnik, hogy a jóképű Alonso Penalvert (David Zepeda) személyében a szerelem is rátalált, és már nagyban zajlanak az esküvő előkészületei. A korán megözvegyült Isabel együtt nevelte fel Valentinát saját lányával, Ivanával (Gabriela Spanic), aki unokatestvérével ellentétben egy cinikus, képmutató nő lett: bár családja előtt nem mutatja, de mindig nehezményezte, hogy ő és anyja Valentina örökségének és jóindulatának köszönhetően élvezhetik a gazdagok életét, de neki gyakorlatilag semmi nem jutott abból, amit Valentina birtokolhat. Ivana szörnyű irigységében arra vetemedik, hogy elcsábítja Alonsót, akiről kiderül, hogy az ő szándékai sem egészen tiszták, hiszen csak hatalmas vagyona miatt akarja elvenni Valentinát. Ivana és Alonso szenvedélyes szerelmi viszonyt kezdenek, és eltervezik, hogy az esküvő után Valentina pénzével közösen megszöknek. Valentina mindig is vakon bízott Ivanában, és még legjobb barátnőjének, Gabrielának (Marisol del Olmo) sem hajlandó elhinni, hogy unokatestvére valójában egy hárpia, aki viszonyt folytat Alonsóval. Ivana valódi énjét csak Benita ismeri, valamint Isabel, aki egy ízben rajtakapja Alonsóval csókolózni, ám hála lánya hazugságainak és manipulációjának nem meri bevallani a dolgot Valentinának. Az események irányítása azonban egyre inkább kicsúszik Ivana és Alonso kezéből: kiderül, hogy Valentina apja végrendeletében meghagyta, hogy ha a lánya meg is házasodik, az örökségét nem oszthatja meg a férjével, és így már annyira nem is tűnik kecsegtetőnek a házasság ötlete. Ráadásul Alonsót uzsorásai is üldözik kétes üzleti ügyei miatt, és mivel az élete forog kockán, úgy dönt, meglép az országból - éppen az esküvő napján. Sőt nem csak menyasszonyát hagyja faképnél az oltárnál, hanem Ivanát is, akit szintén eltaszít magától. Valentina hiába várja a vőlegényét a templomban, az esküvő elmarad. Alonso egy búcsúlevélben közli, hogy a körülmények miatt alakultak így a dolgok, de egy nap majd visszatér szerelméhez. A lány teljesen összeomlik Alonso árulásától, és egy csapásra értelmetlennek látja addigi, hamis illúziókra épülő életét. Valentina megkeményíti a szívét, és megfogadja, hogy ezentúl egy férfi sem fog gúnyt űzni belőle. Eltökéli, hogy új életet kezd, és mindenki tudta nélkül elutazik a vidéki faluba, San Pedro de las Penasba, ahol a szülei által ráhagyott birtok, az elhagyatott Los Cascabeles (A csörgőkígyók) áll. A lány célja, hogy önállóan képes legyen felvirágoztatni szülei hagyatékát, kerüljön, amibe kerül. A Los Cascabeles viszont már nem az az idilli hely, amire gyerekkorából emlékszik: a birtok zsarnoki természetű intézője, Rosendo Gavilán (Sergio Goyri) ugyanis kiskirályt játszva tartja rettegésben a környéken élőket, és a birtok uraként pöffeszkedik az udvarházban. Valentinában viszont emberére akadt, a nő ugyanis keményen fellép Rosendo aljasságai ellen. A férfi bosszúból különböző gaztetteket követ el az úrnője nevében, melynek kapcsán hamarosan a faluban mindenki gyűlölettel tekint Valentinára, és ráaggatják a Vipera gúnynevet is. Ám ahogy telik az idő, Rosendót már nem is a gyűlölet hajtja Valentina ellen, hanem sokkal inkább az a megmagyarázhatatlan és egyúttal rögeszmés vonzalom, amit az erős fellépésű nő váltott ki belőle. Valentina kedvessége és vidámsága már a múlté, csalódottságában ugyanis úgy érzi, csak magára számíthat, így azoknak is hátat fordít, akiket egyébként szeret. Az egyetlen ember, akinek sikerül áttörnie ezen a falon, az José Miguel Montesinos (Fernando Colunga), a szomszédos birtok tulajdonosa, akivel Valentina hamar összetűzésbe kerül. A férfi azonban átlát Valentina álarcán, és nem kell sok idő ahhoz, hogy teljesen beleszeressen. A lány azonban fél kimutatni érzéseit ezért José Miguel is igyekszik megalázni ahol éri. Valentinát hamarosan követi a birtokra a családja is, Isabel és Benita, valamint a bosszúszomjas Ivana, aki Alonso árulása után megfogadja, hogy minden férfit elvesz Valentinatól, ha a lány hibájából ő sem lehet boldog. Így Ivana kiveti a hálóját José Miguelre is, ám a férfit csak Valentina érdekli. Ivana örjöng, Valentina szeme pedig egyre inkább felfénylik. José Miguel szülei, Federico és Leonor nagyon szerette volna kiházasítani fiúkat, ám hogy José Miguel szíve Valentináért dobog, ez nem igazán nyeri el Leonor tetszését, pláne kiderül a lány nagynénje, Isabel és Fedderico között viharos szerelem dúlt amely Isabel érkezésével újra feléledni látszik, noha a nőnek a család ügyvédje Ernesto udvarol. Leonor mindent megtesz hogy távol tartsa José Miguelt Valentinától.Ennek érdekében kész szövetkezni, Ivanval, valamint Rosendoval, akivel közösen már több sötét titkot is rejtegetnek. a helyzetet Alonso érkezése kavarja meg még jobban, aki időközbe rájön, hogy szerelmes Valentinába, és kész mindent eldobni hogy a lány visszamenjen hozzá. Azonban Valentina szíve már José Miguelé, aki őszinte és tiszta szerelme áttörni látszik ezen a falon amit a lány önszántából emelt maga köré. De sikerülhet a férfinak meglágyítani az úrnő megkeseredett szívét és közösen legyőzniük a szerelmük útjába álló számtalan akadályt?
|  | Itt a vége a cselekmény részletezésének! |

## Szereposztás
| Szerepnév                                       | Színész(nő)            | Magyar Hang Zone Romantica       | Magyar Hang RTL Klub |
| ----------------------------------------------- | ---------------------- | -------------------------------- | -------------------- |
| Ivana Dorantes Rangel                           | Gabriela Spanic        | Mezei Kitty                      | Orosz Anna           |
| «Az Úrnő» Valentina Villalba Rangel " A Vipera" | Lucero                 | Major Melinda                    | Bertalan Ágnes       |
| José Miguel Montesinos                          | Fernando Colunga       | Damu Roland, Barabás Kiss Zoltán | Lux Ádám             |
| Alonso Peñalvert                                | David Zepeda           | Dányi Krisztián                  | Varga Rókus          |
| Isabel Rangel vda. de Dorantes                  | Silvia Pinal           | Sáfár Anikó                      | Halász Aranka        |
| Benita Garrido                                  | Ana Martín             | Bessenyei Emma                   | Kocsis Judit         |
| Rosendo Gavilán                                 | Sergio Goyri           | Barbinek Péter                   | Törköly Levente      |
| Crisanta Camargo                                | Rossana San Juan       |                                  | Törtei Tünde         |
| Iluminada Camargo                               | Fátima Torre           | Oláh Orsolya                     | Vadász Bea           |
| Filadelfo Porras                                | Mario del Río          | Damu Roland                      | Fellegi Lénárd       |
| Ernesto Galeana                                 | Julio Alemán           | Kertész Péter                    | Várday Zoltán        |
| Federico Montesinos                             | Eric del Castillo      | Kárpáti Tibor                    | Várkonyi András      |
| Leonor de Montesinos                            | Jacqueline Andere      | Fon Gabi                         | Menszátor Magdolna   |
| Sabino Mercado                                  | José Carlos Ruiz       | Uri István                       | Bartók László        |
| Gabriela Islas                                  | Marisol del Olmo       | Csampisz Ildikó                  | Major Melinda        |
| Horacio Acosta                                  | Eduardo Capetillo      | Gubányi György István            | Sótonyi Gábor        |
| Timoteo                                         | Paul Stanley           | Markovics Tamás                  | Markovics Tamás      |
| Moisés Macotela                                 | David Ostrosky         | Katona Zoltán                    | Imre István          |
| Enriqueta Bermúdez de Macotela                  | Ana Bertha Espín       | Rátonyi Hajni                    | Molnár Zsuzsa        |
| Sandra Macotela                                 | Cristina Obregón       | Németh Kriszta                   | Mezei Kitty          |
| Dr. Felipe Santibáñez                           | Fabián Robles          | Laklóth Aladár                   | Haagen Imre          |
| Amparo                                          | Anabel Ferreira        | Dudás Eszter                     |                      |
| Juan Granados                                   | Eduardo Rivera         | Koncz István                     | Koncz István         |
| Teresa de Granados                              | Claudia Ortega         | Szórádi Erika                    | Csampisz Ildikó      |
| Chuy Granados                                   | Diego Ávila            | Penke Bence                      | Bogdán Gergő         |
| Teresa «Teresita» Granados                      | Evelin Ximena          |                                  | Pekár Adrienn        |
| Ventura Menchaca atya                           | Raúl Padilla «Chóforo» | Németh Gábor                     | Kajtár Róbert        |
| Justino Samaniego atya                          | Carlos Bracho          | Garai Róbert                     | Cs. Németh Lajos     |
| Brenda Castaño Lagunes                          | Alejandra Procuna      | Götz Anna                        | Agócs Judit          |
| Leonela Lagunes de Castaño                      | Myrrah Saavedra        |                                  |                      |
| Santiago «Santiaguito» Peñalvert Castaño        | Niko Caballero         |                                  |                      |
| Arcelia Olivares                                | Pilar Montenegro       | Szabó Zselyke                    |                      |
| Evelio Zamarripa                                | Tony Bravo             |                                  |                      |
| Griselda                                        | María Prado            |                                  |                      |
| Bruno Toledo felügyelő                          | Tony Vela              | Maday Gábor                      |                      |
| Librado Manzanares felügyelő                    | Juan Carlos Serrán     | Pálfai Péter                     | Forgács Gábor        |
| Óscar Ampúdia                                   | Claudio Báez           | Kassai Károly                    | Orosz István         |
| Narda de Ampúdia                                | Emoé de la Parra       | Czirják Csilla                   | Papp Györgyi         |
| Dr. Esteban Noguera                             | Eduardo Rodríguez      |                                  |                      |
| Nazario Melgarejo                               | Alejandro Ruiz         |                                  | Tóth Roland          |
| Angustias                                       | Aurora Clavel          |                                  |                      |
| Margarita Corona                                | Diana Osorio           |                                  | Martin Adél          |
| Nerón Almoguera                                 | Gerardo Albarrán       | Papucsek Vilmos                  | Papucsek Vilmos      |
| Dante Espíndola                                 | Vicente Herrera        | Háda János                       |                      |
| Cecilia Rangel de Villalba                      | Marisol Santacruz      | Kocsis Judit                     |                      |
| Rogelio Villalba                                | Guillermo Capetillo    | Szokol Péter                     |                      |
| Koszorúslány                                    | Martha Julia           |                                  |                      |
| Koszorúslány                                    | Manola Diez            |                                  |                      |

## Érdekességek
- Gabriela Spanic a 2006-os Második esély című sorozata után nem nagyon vállalt el telenovella szerepet mivel 2008-ban adott életet kisfiának, Gabriel de Jesúsnak.
- Gabriela Spanic és Fernando Colunga már játszottak együtt a Paula és Paulina című sorozatban.
- Lucero és Fernando Colunga már játszottak együtt az Alborada és a Mindörökké szerelem című sorozatokban.
- Az RTL Klub is megvásárolta a sorozatot, amelyet 2012-től vetít, azonban teljesen új szinkronnal és címmel mutatják be. Gabriela Spanic magyar hangja a sorozatkedvelők által megszokott Orosz Anna, míg Fernando Colunga esetében Lux Ádám.
- A főszereplő, Valentina szerepét eredetileg Thalíának szánták, de a színésznő számtalan fellépése és új lemezének felvételi munkái miatt nem tudta vállalni. Így esett Luceróra a választás.

## Korábbi verziók
- Az 1978-as mexikói Doménica Montero telenovella, Lawrence Rhodes rendezésében. Főszereplők: Irán Eory, Rogelio Guerra és Raquel Olmedo.
- Az 1989-es venezuelai Amanda Sabater telenovella. Főszereplők: Gabriel Walfenzao, Maricarmen Regueiro és Iván Moros.
- Az 1995-ös venezuelai El desafío telenovella, Renato Gutiérrez rendezésében. Főszereplők: Caluda Venturini, Henri Soto és Mimi Lazo.
- Az 1995-ös mexikói La dueña telenovella, Roberto Gómez Fernández rendezésében. Főszereplők: Angélica Rivera, Francisco Gattorno és Cynthia Klitbo.
- A 2001-es braziliai Amor e Ódio telenovella, Jacques Lagôa rendezésében. Főszereplők: Suzy Rêgo, Daniel Boaventura és Viétia Rocha.

## Díjak és jelölések

### People en Español-díj 2010
| Kategória                | Személy                 | Eredmény |
| ------------------------ | ----------------------- | -------- |
| Legjobb telenovella      | Nicandro Díaz González  | Jelölés  |
| Legjobb női főszereplő   | Lucero                  | Jelölés  |
| Legjobb férfi főszereplő | Fernando Colunga        | Nyertes  |
| Az év legjobb főgonosza  | Gabriela Spanic         | Jelölés  |
| Legjobb páros            | Lucero Fernando Colunga | Jelölés  |

### TVyNovelas-díj2011
| Kategória                      | Személy                 | Eredmény |
| ------------------------------ | ----------------------- | -------- |
| Legjobb telenovella            | Nicandro Díaz González  | Jelölés  |
| Legjobb női főszereplő         | Lucero                  | Jelölés  |
| Legjobb férfi főszereplő       | Fernando Colunga        | Nyertes  |
| Legjobb női főgonosz           | Jacqueline Andere       | Jelölés  |
| Legjobb férfi főgonosz         | Sergio Goyri            | Jelölés  |
| Legjobb női főmellékszereplő   | Ana Martín Silvia Pinal | Jelölés  |
| Legjobb férfi főmellékszereplő | Eric del Castillo       | Jelölés  |
| Legjobb férfi mellékszereplő   | David Zepeda            | Jelölés  |
| Legjobb női felfedezett        | Fátima Torre            | Nyertes  |
| Legjobb férfi felfedezett      | Paul Stanley            | Nyertes  |